# 11月29日 (旧暦)
旧暦11月29日は旧暦11月の29日目である。年によっては11月の最終日となる。六曜は先負である。

## できごと
- 天元元年（ユリウス暦978年12月31日） - 翌年が陽五の厄に当たるため貞元より天元に改元
- 文治元年（ユリウス暦1185年12月22日） - 鎌倉幕府が、源義経追討を名目に諸国に守護・地頭を置くことを後白河法皇に勅許させる

## 誕生日
- 天文15年（ユリウス暦1546年12月22日） - 黒田孝高（如水・官兵衛）、武将（+ 1604年）
- 明治3年（グレゴリオ暦1871年1月19日） - 小金井喜美子、小説家・随筆家・森鷗外の妹（+ 1956年）

## 忌日
- 宝暦7年（ユリウス暦1758年1月9日） - 久留島喜内[1]（久留島義太）、和算家（+ 1660年頃）